# Belo jezero (Koroška)
glej tudi Belo jezero (Madžarska) oz. Belo jezero (razločitev)
Belo jezero (nemško: Weißensee) je ledeniško jezero v avstrijski zvezni deželi Koroški v Ziljskih Alpah. Najvišje koroško kopališko jezero si ime deli z občino Weissensee, ki se nahaja na severni in južni obali jezera.

## Geografija
Zahodna obala ledeniškega jezera se nahaja v bližini Kreuzberškega sedla pri glavni cesti od Grajfenburga do Šmohorja. Manjša gorska cesta poteka iz doline Drave preko Stockenboja do vzhodnega konca jezera. Kljub 930 m nadmorske višine lahko površina jezera v poletnih mesecih doseže 24 stopinj Celzija, pozimi pa lahko voda popolnoma zamrzne in drsalcem omogoča prosto gibanje po ledu.
Vzhodni del je zaradi strme obale skoraj nenaseljen, do vzhodnega konca vodi le ozka pot, kjer območje občine Stockenboj seže do jezera. Tu se potok Bela spušča v Dravsko dolino. Ob obali so bregovi krede, ki izvirajo iz okoliških gora južnih apneniških Alp, kar daje vodi značilno barvo, jezeru pa njegovo ime.
Približno dve tretjini površine jezera je del rezervata. Za ladijski prevoz po jezeru skrbijo štiri plovila in gliser. Razen za javni prevoz, je upravljanje motornih čolnov prepovedano. Vode jezera dosežejo kakovost pitne vode. Na območju je veliko divjih živali. Jezero vsebuje veliko različnih vrst rib, zlasti postrvi, krape, prave ostriže in evropske ščuke. Obstaja tudi veliko različnih ptic, od rac do gosi in čaplj.

## Aktivnosti
Od leta 1989 je jezero pozimi prizorišče nizozemskega tekmovanja v hitrostnem drsanju Alternatieve Elfstedentocht. Poleg drsanja sta zelo priljubljena kegljanje na ledu in tek na smučeh okoli jezera. Na južni obali leži manjše alpsko smučišče. Februarja 2007 je bilo na jezeru prvo svetovno prvenstvo v podvodnem hokeju na ledu. Januarja 2011 je avstrijsko združenje gorskih letalcev na zamrznjeno površino pristalo približno 30 majhnih letal.
Ugledni gorski vzpon na severni obali, Ronacherfels, je dobil ime po lokalnem kmetu, ki je umrl pozimi 1916 med krmiljenjem sani na zamrznjenem jezeru. Na poti domov se je sankal po tanki ledeni plošči, padel skozi in umrl. Njegovega telesa nikoli niso našli. V njegov spomin so po njem poimenovali vzpon in bližnjo gostilno.
Deli filma Jamesa Bonda Dih smrti iz leta 1987 so bili posneti pri zamrznjenem jezeru.

## Galerija slik
- Ladja
- Zahodna obala pri Džinji vasi (Techendorf)
- Pogled proti zahodu z mostu v Džinji vasi
- Pogled proti vzhodu z mostu v Džinji vasi
- Belo jezero pozimi
- Drsalci
- Džinja vas
- Belo jezero, severna obala